# Sosna Massona

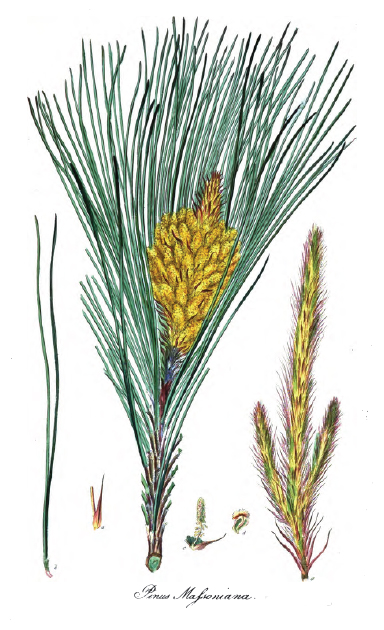
Morfologia

Sosna Massona (Pinus massoniana Lamb.) – gatunek drzewa iglastego z rodziny sosnowatych (Pinaceae). 

## Zasięg występowania
Występuje na Tajwanie oraz w centralnych i południowych Chinach. Na Tajwanie spotykana głównie na północy oraz na wschodzie, gdzie zasiedla przybrzeżne wzgórza. W Chinach jej zasięg obejmuje Anhui, Fujian, Guangdong, Kuangsi, Kuejczou, Hajnan, zachodni Henan, Hubei, Hunan, południe Jiangsu, Jiangxi, południowy wschód Shaanxi, Syczuan, wschodni Junnan i Zhejiang. 
Poza naturalnym zasięgiem występowania gatunek był uprawiany w północnym Wietnamie, m.in. w prowincjach: Hải Dương, Thanh Hóa i Quảng Ninh.

## Morfologia
PokrójDrzewo o koronie szerokostożkowatej lub parasolowatej.
PieńKrzywy, osiąga do 45 m wysokości i do 1,5 m średnicy. Kora w górnej części pnia czerwonobrązowa, ku dołowi szaro- lub czerwonobrązowa, nieregularne łuszcząca się lub podłużnie i głęboko spękana. Młode gałązki żółtawobrązowe.
PąkiZimowe pąki brązowe, jajowato-cylindryczne lub cylindryczne, na czubku zaostrzone.
LiścieIgły wyrastają po 2 (lub 3) na krótkopędach, lekko skręcone, wiotkie, jasnozielone, o długości 12–20 cm.
SzyszkiSzyszki nasienne zwisające, osadzone na krótkich szypułkach. Początkowo zielone, dojrzałe kasztanowe. Jajowate lub jajowato-cylindryczne, o rozmiarach (2,5)4–7 na 2,5–4(5) cm. Łuski nasienne z romboidalną apofyzą, lekko wypukłą lub płaską. Piramidka spłaszczona, lekko zapadnięta, przeważnie tępa. Nasiona brązowe, wąskojajowate, długości 4–6 mm, ze skrzydełkiem o długości 1,6–2,1 cm.

## Biologia i ekologia
Igły półkoliste w przekroju poprzecznym. Dwie wiązki przewodzące i 4–9 kanałów żywicznych w liściu. Rzędy aparatów szparkowych widoczne na wszystkich stronach liścia. Pochewki liściowe trwałe. 
Siewka wykształca 5–8 liścieni. Pylenie następuje od kwietnia do maja. Nasiona dojrzewają od października do grudnia następnego roku.
Występuje na wysokościach od bliskich poziomu morza do 2000 m n.p.m.

## Systematyka i zmienność
Synonimy: P. massoniana (Lamb.) Opiz 1839.
Pozycja gatunku w obrębie rodzaju Pinus:
- podrodzaj Pinus
  - sekcja Pinus
    - podsekcja Pinus
      - gatunek P. massoniana

Wyróżnia się trzy odmiany:
- P. massoniana Lamb. var. massoniana (syn. P. sinensis D. Don, P. nepalensis J. Forbes, P. canaliculata Miq., P. calavierei Lemée et Lév., P. argyi Lemée et Lév., P. argyi var. longe-vaginans Lév., P. crassicorticea Y.C. Zhong et K.X. Huang) – odmiana typowa, kora u podstawy pnia szarobrązowa, nieregularnie łuszcząca się, gałęzie pierwszego rzędu rozpostarte poziomo lub wzniesione, igły wiotkie, o długości 12–20 cm, szyszki nasienne jajowate lub stożkowato-jajowate, o rozmiarach 4–7 na 2,5–4 cm[9].
- P. massoniana Lamb. var. hainanensis Cheng et Fu 1975 – kora czerwonobrązowa, łuszcząca nię nieregularnie, igły wiotkie, o długości 12–20 cm, gałęzie pierwszego rzędu rozpostarte poziomo, gałązki wznoszące się, szyszki nasienne jajowato-cylindryczne, o rozmiarach 4–7 na 2,5–5 cm. Odmiana występuje w chińskiej prowincji Hajnan[10],
- P. massoniana Lamb. var. shaxianensis D.X. Zhou 1991 (uznana za synonim var. massoniana przez Farjona[11], ale powtórnie uznana za odmianę przez Wu i Ravena[6]) – pień prosty, kora czerwonobrązowa, łuszcząca się, pąki zimowe czerwonobrązowe, szyszki nasienne jajowato-elipsoidalne, o rozmiarach 5–9 na 2–3 cm, łuski nasienne jajowato-klinowate, apofyza lekko wypukła, piramidka kolczasta, nasiona czarno-brązowe, prawie jajowate, skrzydełko długości 2,5–3 cm. Występuje w środkowej części chińskiej prowincji Fujian (Shaxian)[12].

Oznaczanie odmian:
1. Piramidka kolczasta – var. shaxianensis
1*. Piramidka zazwyczaj spłaszczona lub tępa.
2. Szyszki nasienne jajowate lub stożkowato-jajowate, kora szarobrązowa w dolnej części pnia, nieregularnie łuskowata i łuszcząca się – var. massoniana.
2*. Szyszki nasienne jajowato-cylindryczne, kora czerwonobrązowa, nieregularnie łuszcząca się – var. hainanensis.

## Zagrożenia
Międzynarodowa organizacja IUCN umieściła ten gatunek w Czerwonej księdze gatunków zagrożonych, przyznając mu kategorię zagrożenia LC (Least Concern). 
Odmiana P. massoniana Lamb. var. hainanensis Cheng et Fu otrzymała wyższą kategorię zagrożenia EN (Endangered). Głównym zagrożeniem dla tej odmiany jest przejmowanie jej naturalnych siedlisk pod lasy gospodarcze.

## Nazewnictwo
Gatunek nosi nazwę pochodzącą od nazwiska botanika Francisa Massona, który przywiózł z Przylądka Dobrej Nadziei okaz tej sosny do zielnika Banksa w Muzeum Brytyjskim.

## Zastosowanie
Ważny gatunek leśny w południowych Chinach. Drewno wykorzystywane jest do prac konstrukcyjnych, w kolejnictwie, górnictwie oraz do wyrobu mebli i pulpy.